# NGC 6034
NGC 6034 ist eine 13,6 mag helle elliptische Radiogalaxie vom Hubble-Typ E2 im Sternbild Herkules am Nordsternhimmel. Sie ist schätzungsweise 458 Millionen Lichtjahre von der Milchstraße entfernt und hat einen Durchmesser von etwa 135.000 Lj. Die Galaxie gilt als Mitglied des Herkules-Galaxienhaufens Abell 2151.
Im selben Himmelsareal befinden sich u. a. die Galaxien NGC 6039, IC 1170, IC 1173, IC 1186.
Das Objekt wurde  am 19. Juni 1886 vom US-amerikanischen Astronomen Lewis A. Swift entdeckt.